# Acrisis gracilicornis
Acrisis gracilicornis är en stekelart som beskrevs av Forster 1862. Acrisis gracilicornis ingår i släktet Acrisis och familjen bracksteklar. Inga underarter finns listade i Catalogue of Life.